# Braune Violinspinne

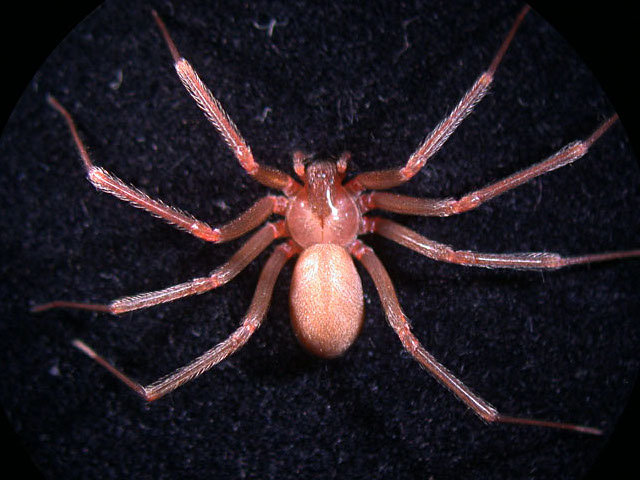

Die Braune Violinspinne (Loxosceles rufescens) ist eine Art der Sechsäugigen Sandspinnen (Sicariidae) und lebt im Mittelmeerraum.

## Merkmale
Die Art besitzt sechs lichtreflektierende Augen, dabei ist der Abstand der Mittelaugen zu den Seitenaugen über zwei Mal größer als ihr Durchmesser. Männchen werden bis zu 7,5 mm lang, Weibchen bis zu 9 mm. Der Hinterkörper (Opisthosoma) ist grau bis gelbbraun. Die Vulva des Weibchens besitzt eng zusammenliegende Rezeptakeln, die in nach innen zeigenden Loben enden. Der Pedipalpus des Männchens hat eine verdickte Tibia. Der Embolus des Pedipalpus ist gebogen, ungefähr so lang wie die Bulbusbreite.

## Verbreitung
Das ursprüngliche Verbreitungsgebiet der Braunen Violinspinne liegt in Südeuropa und Nordafrika. In die Vereinigten Staaten, nach Asien und nach Australien wurde sie eingeschleppt.

## Lebensweise
Die Tiere fertigen unter Steinen ein auf dem Boden aufliegendes, filzartiges Netz an, in dem sich die Beute mit den Füßen verfängt.

## Giftigkeit und Bissunfälle
Loxosceles-Arten besitzen ein potentes Gift, welches das Gewebe um die Bissstelle zerstört und tiefe, schwer heilende Wunden hinterlässt (Loxoscelismus). Obwohl das Gift von Loxosceles rufescens über ein ähnliches toxisches Profil verfügt wie das ihrer nahen Verwandten Loxosceles laeta und Loxosceles reclusa, wird die Art als weitaus weniger gefährlich eingeschätzt, was allerdings auch statistische Ursachen haben kann. Unfallmeldungen sind selten, da die Spinne meist zurückgezogen in kaum besiedelten Gegenden lebt und wenig bissfreudig ist. Wie die meisten Arten ihrer Gattung verkriecht sie sich aber auch in menschlichen Behausungen.
Bissverletzungen sind insbesondere aus Süd- und Mittelitalien, Südfrankreich, Griechenland, Spanien und der westlichen Türkei bekannt. Anfänglich ist der Biss meist schmerzlos, später können sich kleine Pusteln und Rötungen rund um die Bissstelle bilden, die Juckreiz und Schmerzen verursachen. Das schwere Symptombild eines Loxosceles-Bisses tritt auf, wenn die Spinne zusätzlich zu ihrem Gift auch Bakterien in das Gewebe übertragen hat. Dann bildet sich eine unter Umständen mehrere Zentimeter große, über ca. 10 Tage hinweg langsam wachsende Nekrose um die Bissstelle, häufig in Kombination mit einer starken Entzündung der betroffenen Körperstelle und leichter Hämolyse. Verantwortlich für die nekrotische Wirkung ist eine erhöhte enzymatische Aktivität im Gift der Spinnen, das neben einer toxischen Komponente das seltene Enzym Sphingomyelinase D (SMD) enthält. Ein Gegengift gibt es nicht.
Todesfälle kommen vor, sind aber sehr selten. Der erste in Europa überhaupt beschriebene Todesfall infolge des Spinnenbisses einer Loxosceles-Art wurde im Sommer 2016 aus Catanzaro in Italien gemeldet und ging Vermutungen zufolge auf Loxosceles rufescens zurück. Der Fall wurde aber wegen Unstimmigkeiten in Zweifel gezogen und gilt als ungenügend belegt. Einem britischen Urlauber, der 2021 auf Ibiza von Loxosceles rufescens in die Hand gebissen wurde, mussten zwei Finger amputiert werden. Im August 2023 starb ein Mann in der Region Latium nach allergischer Reaktion auf einen Biss. Im Sommer 2024 kam es Presseberichten zufolge auf Sizilien und im süditalienischen Bari zu zwei Todesfällen kurz hintereinander, die auf Bisse der Braunen Violinspinne im Freien zurückgeführt wurden, welche anfänglich unbehandelt geblieben waren. Häufig vermuten Bissopfer zunächst nichts Ernstes, bis sich der Zustand der Wunde nach einigen Tagen rapide verschlechtert und noch nach mehreren Wochen zum septischen Schock und einem Multiorganversagen führen kann.